# Condado de Greenwood (Kansas)
El condado de Greenwood (en inglés: Greenwood County) es un condado en el estado estadounidense de Kansas. En el censo de 2000 el condado tenía una población de 7.673 habitantes. La sede de condado es Eureka. El condado de fundado el 25 de agosto de 1855 y fue nombrado en honor a Alfred B. Greenwood, un representante de Arkansas.

## Geografía
Según la Oficina del Censo, el condado tiene un área total de 2.985 km² (1.153 sq mi), de la cual 2.952 km² (1.140 sq mi) es tierra y 33 km² (13 sq mi) (1,12%) es agua.

### Condados adyacentes
- Condado de Lyon (norte)
- Condado de Coffey (noreste)
- Condado de Woodson (este)
- Condado de Wilson (sureste)
- Condado de Elk (sur)
- Condado de Butler (oeste)
- Condado de Chase (noroeste)

## Demografía
En el  censo de 2000, hubo 7.673 personas, 3.234 hogares y 2.153 familias residiendo en el condado. La densidad poblacional era de 7 personas por milla cuadrada (3/km²). En el 2000 había 4.273 unidades habitacionales en una densidad de 4 por milla cuadrada (1/km²). La demografía del condado era de 96,53% blancos, 0,14% afroamericanos, 0,83% amerindios, 0,10% asiáticos, 0,81% de otras razas y 1,58% de dos o más razas. 1,72% de la población era de origen hispano o latino de cualquier raza. 
La renta promedio para un hogar del condado era de $30.169 y el ingreso promedio para una familia era de $38.140. En 2000 los hombres tenían un ingreso medio de $27.021 versus $19.356 para las mujeres. La renta per cápita para el condado era de $15.976 y el 12,50% de la población estaba bajo el umbral de pobreza nacional.

## Ciudades y pueblos
| - Climax - Eureka - Fall River | - Hamilton - Lamont - Madison | - Neal - Piedmont | - Severy - Virgil |